# Azazia sordida
Azazia sordida är en fjärilsart som beskrevs av Fabricius 1794. Azazia sordida ingår i släktet Azazia och familjen nattflyn. Inga underarter finns listade i Catalogue of Life.